# فرودگاه گاتکا
فرودگاه گاتکا (به انگلیسی: Gatokae Aerodrome) یک فرودگاه با کد یاتا GTA است . این فرودگاه در کشور جزایر سلیمان قرار دارد .

## شرکت‌های هواپیمایی و مقصدهای پروازی
| شرکت‌های هواپیمایی | مقصدهای پروازی  |
| ----------------- | --------------- |
| Solomon Airlines  | هونیارا، راماتا |